# Собор Святого Иоанна Крестителя (Норидж)
Собор Святого Иоанна Крестителя (англ. Cathedral Church of St John the Baptist) — католический собор епархии Восточной Англии. Находится в городе Норидж, графство Норфолк, Англия.

## История
Собор (изначально приходская церковь) построен в 1882—1910 годах по проекту Джорджа Гилберта Скотта-младшего на месте городской тюрьмы Нориджа. Средства на строительство дал Генри Фицалан-Говард, 15-й герцог Норфолк в качестве подарка католикам Нориджа и в знак благодарности за свой первый брак с леди Флорой Абни-Гастингс.

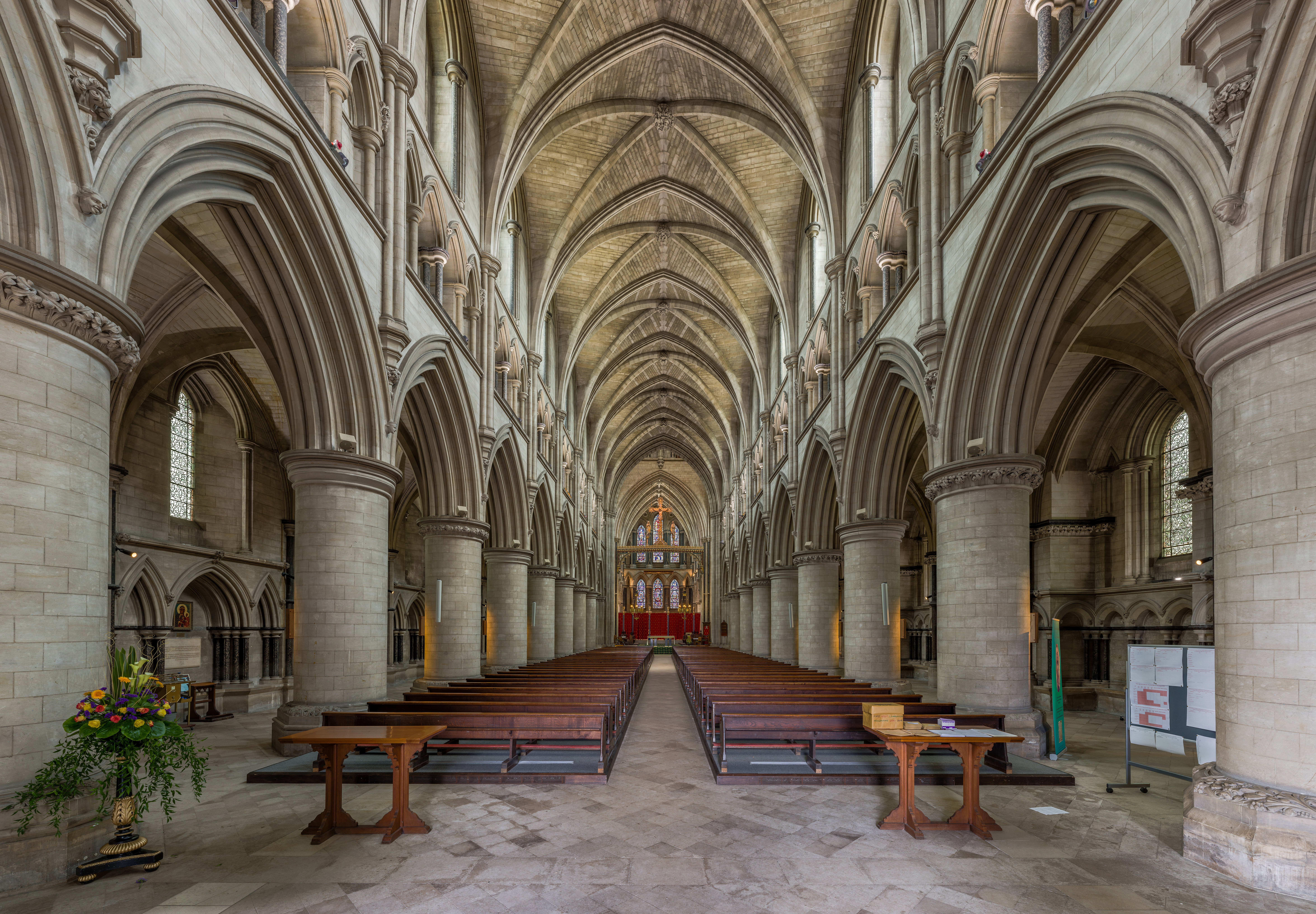
Неф

Храм посвящён Иоанну Крестителю. В 1976 году он был освящён как кафедральный собор недавно образованной епархии Восточной Англии и стал резиденцией епископа Восточной Англии. В 2014 году, впервые с 1558 года, в соборе этого епископского престола была отслужена понтификальная торжественная месса.
Собор Святого Иоанна Крестителя — второй по величине римско-католический собор в Англии, крупнейшим из которых является Вестминстерский собор.